# Janina Sachau

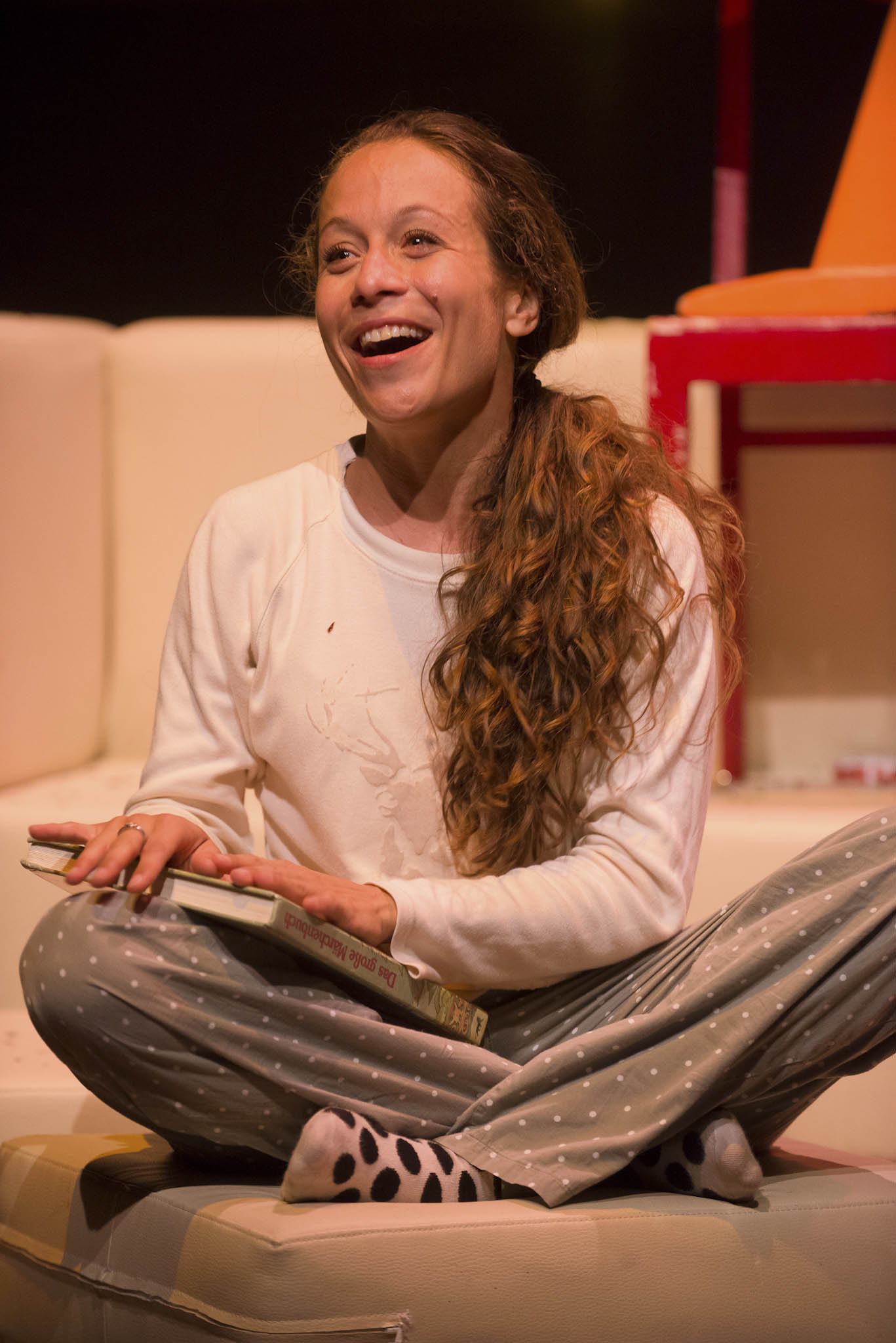
Janina Sachau in Als das Wünschen noch geholfen hat, Inszenierung am Schauspiel Essen, 2013

Janina Sachau (* 17. März 1976 in Dortmund) ist eine deutsche Schauspielerin Synchronsprecherin und Hörspielsprecherin.

## Leben
Die Tochter des Literaturförderers, Literaturveranstalters, Verlegers und Grafikers Klauspeter Sachau spielte bereits als Schülerin am Dortmunder Kinder- und Jugendtheater. Nach dem Abitur an der Gesamtschule Gartenstadt im Jahr 1995 absolvierte sie von 1996 bis 2000 eine Schauspielausbildung an der Hochschule für Musik und Darstellende Kunst in Frankfurt am Main. Es folgten Theaterengagements in Darmstadt, Freiburg, Düsseldorf und Essen. In der Spielzeit 2023/24 ist Sachau am Schauspiel Köln zu Gast.
Sachau wirkt als Sprecherin in zahlreichen Hörspielen mit.
Sachau spielte auch in Kinofilmen und Fernsehserien. Noch während ihrer Studienzeit erhielt sie 1999 für die Hauptrolle der Auguste Bußmann in Dagmar Knöpfels Kinofilm Requiem für eine romantische Frau den Max Ophüls Preis als „Beste Nachwuchsdarstellerin“.

## Filmografie (Auswahl)
- 1993: Nordkurve
- 1999: Requiem für eine romantische Frau
- 2008: Kommissar Stolberg – Tod im Wald
- 2010: Nemesis
- 2012: Das Hochzeitsvideo
- 2020: Unter uns
- 2020: Anna und ihr Untermieter: Aller Anfang ist schwer
- 2021: Trübe Wolken
- 2021: Väter allein zu Haus: Timo (Fernseh-Minireihe, Film 3)
- 2021: Der Zürich-Krimi: Borchert und der Mord im Taxi (Filmreihe)
- 2022–2023: Rote Rosen
- 2023: Bettys Diagnose – Geisterbahn
- 2023: SOKO Köln (Fernsehserie, Folge Die Mischung macht's)
- 2023: Trunk – Locked in

## Rollen am Schauspielhaus Düsseldorf (Auswahl)
- 2006–2007: William Shakespeare: Wie es euch gefällt (Käthchen)
- 2024–2025: Ewald Palmetshofer: die unverheiratete

## Hörspiele (Auswahl)
Die ARD-Hörspieldatenbank enthält (Stand: Januar 2024)für den Zeitraum von 1986 bis 2023 insgesamt 143 Datensätze, bei denen Janina Sachau als Sprecherin geführt wird.
- 1989: Jürgen Werth: Blackbox B1 (5. Folge: Der Sturz des Ikarus oder Dortmund am Meer) (Sprecherin) – Regie: Frank-Erich Hübner (Hörspiel – WDR)
- 1991: Jost Baum: Ruhrfrieder oder Keine Chance für Rudi (Tim) – Regie: Frank-Erich Hübner (Hörspiel – WDR)
- 2014: Mark Zak: Gaube, Liebe, Mafia – Die Frau des Paten – Regie: Thomas Leutzbach (Hörspiel – WDR)
- 2014: Robert Weber: Die Infektion II – Die Insel – Regie: Annette Kurth (Kriminalhörspiel – WDR)
- 2014: Francis Durbridge: Paul Temple und der Fall Gregory (Steve, Paul Temples Frau) – Regie: Leonhard Koppelmann/Bastian Pastewka (Original-Hörspiel, Kriminalhörspiel (2 Teile) – WDR/SWR)
- 2024: The Belles. Fantasy-Hörspiel-Serie nach Dhonielle Clayton – Regie: Petra Feldhoff (Hörspiel – WDR)[6]
- 2024: Sophie Sumburane: Worüber man nicht spricht – Krimihörspiel in sechs Teilen – Regie: Kirstin Petri (SWR)
- 2024: Lars Henriks und Moritz Haase: Dämonenjäger Ewald Heine. Grusel-Hörspiel-Serie mit 10 Folgen – Regie: Thomas Leutzbach (WDR)[7]

## Auszeichnungen
- 1999: Max Ophüls Preis[2]
- 2006: Dortmunder Förderpreis für junge Künstler[2]
- 2007: Publikumspreis Gustaf der Rheinischen Post.[8]